# 新倉健太
新倉 健太（にいくら けんた、1月31日 - ）は、日本の男性声優。東京都新宿区出身。AIR AGENCY所属。

## 略歴
『神谷浩史・小野大輔のDearGirl〜Stories〜』を聴いて声優業を知り、楽しそうだと思ったことから声優業を志す。
専門学校東京アナウンス学院出身で、talk backを経てケンユウオフィスに預かり所属。その後、AIR AGENCY声優養成所を経てAIR AGENCYに所属。

## 人物
音質はバリトン。
趣味として人狼、ボードゲーム、ウィンドウショッピング（主に服）をそれぞれ挙げている。特技としてサッカー、短距離走、コーヒー作り、暗記をそれぞれ挙げている。

## 出演

### テレビアニメ
2019年
- 手品先輩（生徒）
- 慎重勇者〜この勇者が俺TUEEEくせに慎重すぎる〜（防具屋）

2020年
- number24（監督）
- ド級編隊エグゼロス（警備員、講演会スタッフ）
- ドラえもん（テレビ朝日版第2期）（芸人②、出前の人）
- ダンジョンに出会いを求めるのは間違っているだろうかIII（上司）
- ふしぎ駄菓子屋 銭天堂（マスコミ、となり町商店街 選手、となり町大学 選手）
- アイドリッシュセブン Second BEAT!（スタッフ）
- 池袋ウエストゲートパーク（リポーター、男D、レッドエンジェルスB）
- ツキウタ。 THE ANIMATION2（助監督）
- ストライクウィッチーズ ROAD to BERLIN（軍人、士官）

2021年
- WIXOSS DIVA(A)LIVE（男性B、観客B）
- カードファイト!! ヴァンガード overDress（役人）

2022年
- ヴァニタスの手記（竜騎兵A）
- 錆喰いビスコ（自警団員A）
- ヒーラー・ガール（観客達）
- 機動戦士ガンダム 水星の魔女（2022年 - 2023年、船内アナウンス、生徒） - 2シリーズ

2023年
- お隣の天使様にいつの間にか駄目人間にされていた件（男子生徒）
- シュガーアップル・フェアリーテイル（兵士）
- 文豪ストレイドッグス（警備員B）
- アリス・ギア・アイギス Expansion（整備員B）
- 山田くんとLv999の恋をする（男性）
- 贄姫と獣の王（家臣）
- 呪術廻戦 懐玉・玉折/渋谷事変（改造人間、一般人）

2024年
- 悪役令嬢レベル99 〜私は裏ボスですが魔王ではありません〜（男子生徒）
- ダンジョン飯（受付）
- Lv2からチートだった元勇者候補のまったり異世界ライフ（兵士①）
- やり直し令嬢は竜帝陛下を攻略中（クレイトス兵A）
- アイドルマスター シャイニーカラーズ 2nd season（観客）
- アオのハコ
- ありふれた職業で世界最強 season 3（人型魔物G）
- 魔王2099（男子生徒C）

2025年
- 男女の友情は成立する?（いや、しないっ!!）（数学教師）
- 黒執事 -緑の魔女編-（軍人）

### 劇場アニメ
- ひるね姫 〜知らないワタシの物語〜（2017年）
- 僕のヒーローアカデミア THE MOVIE ヒーローズ:ライジング（2019年）
- 映画 さよなら私のクラマー ファーストタッチ（2021年、廣瀬）

### Webアニメ
- 孤独のグルメ（2017年）
- ゼノンザード THE ANIMATION（2020年、村人B）

### ゲーム
2017年
- ゴーストリコン ワイルドランズ

2018年
- ブラッククローバー カルテットナイツ（手下A 他）

2019年
- 蒼天のスカイガレオン（アナンタ、ユミル）
- コール オブ デューティ モダン・ウォーフェア
- うたわれるもの ロストフラグ
- 葛唄（のぞみの父、青年 他）

2020年
- キャプテン翼 RISE OF NEW CHAMPIONS（プレイヤーキャラクター）

2023年
- BLUE PROTOCOL

2024年
- ファイナルファンタジーVII リバース

### 吹き替え
- ゴースト・パトロール（内覧者1 他）
- コールド・ウォー 香港警察 堕ちた正義（敵A 他）
- マーシャル・ユニバース 伝説の聖石（リン・ドン〈ワン・ルオジア〉[14]）
- ラマ・ラマ（英語版）（ラジオDJ）

### ボイスオーバー
- WOWOWドキュメンタリー WHO I AM（WOWOW、副音声）

### デジタルコミック
- ジャンプチャンネル
  - 殺し愛（2021年、極道組員[15]、組織構成員[16]）
  - 六とゆき（2021年、町奉行、御用聞き）
  - 炎眼のサイクロプス（2021年、検事）
  - 累々戦記（2021年、先生）
- ヤンジャンTV
  - ドクターゼロス〜スポーツ外科医・野並社の情熱〜（2021年、柴田[17]）
- 野いちご・ベリーズカフェチャンネル
  - 同期の独占欲を煽ってしまったようです（2022年、窪田拓海[18]）

### シリーズ一覧
1. ↑  Season1（2022年）、Season2（2023年）